# Rebecca Hall
Pour les articles homonymes, voir Hall.
Rebecca Hall est une actrice, réalisatrice, scénariste et productrice britannique, née le 3 mai 1982 à Londres.
En 2003, elle gagne le Charleson Award pour son rôle au théâtre dans Mrs Warren's Profession.
En 2006, elle commence une carrière au cinéma avec Starter for 10 et Le Prestige.
Mais c'est en 2008 que sa carrière est lancée avec Vicky Cristina Barcelona, de Woody Allen, qui lui vaut d'obtenir la reconnaissance, ainsi qu'une nomination aux Golden Globes.

## Biographie

### Jeunesse et formation
Née à Londres, Rebecca Maria Hall est la fille du réalisateur anglais Peter Hall et de la cantatrice américaine Maria Ewing, qui divorcent lorsqu'elle a cinq ans. Elle a des origines anglaises, néerlandaises, allemandes et afro-américaines par sa mère,,. Sa génétique est à 91 % européenne et 9 % afro-subsaharienne d'après un test ADN d'Ancestry. Elle a également un demi-frère, Edward, metteur en scène de pièces de théâtre, et quatre autres demi-frères.
Nageant rapidement dans le milieu artistique, elle entre dans la Roedean School, où elle devient une head girl, qui représente l'école lors d'événements et est capable de prononcer des discours publics. Elle étudie également à l'université de Cambridge pendant deux années, avant d'abandonner en 2002,. Lors de son séjour, elle apparaît dans des pièces de théâtre et met en place une compagnie théâtrale.
Elle participe également à des stages de théâtre étudiant aux côtés de Dan Stevens, avec lequel elle joue dans Comme il vous plaira. Elle entame, entre 2003 et 2004, une relation avec Freddie Stevenson, un de ses partenaires de Comme il vous plaira.

### Vie privée
De 2011 à 2013, elle est en couple avec le réalisateur Sam Mendes.
En septembre 2015 elle se marie avec l'acteur Morgan Spector, son partenaire l’année précédente dans une reprise à Broadway. La cérémonie a lieu à New York. Ils ont un enfant.

## Carrière

### Théâtre
Ayant tourné deux séries télévisées et un téléfilm entre 1992 et 1993, Rebecca Hall commence réellement sa carrière professionnelle en 2002 au théâtre dans le rôle de Vivie dans la production de son père Mrs Warren's Profession au Strand Theatre de Londres. Sa performance est remarquée, qualifiée de « remarquable» et de « parfaite » et lui permet de remporter le Charleson Award.
En 2003, lorsque son père fête ses cinquante ans comme metteur en scène en dirigeant cinq pièces au Theatre Royal, à Bath, elle est dans deux des cinq pièces jouées par la Peter Hall Company : Comme il vous plaira, dans le rôle de Rosalind, qui lui vaut une seconde nomination au Charleson Award et tient le rôle-titre dans The Fight For Barbara.
En 2004, elle participe à quatre pièces de théâtre avec la Peter Hall Company, puis reprend son rôle de Rosalind dans Comme il vous plaira pour des représentations au Royaume-Uni et aux États-Unis.
En 2008-2009, elle apparaît dans les pièces Le Conte d'hiver et La Cerisaie, jouées en Allemagne, en Grèce, en Nouvelle-Zélande, à Singapour, en Espagne et aux États-Unis, puis deux ans plus tard dans La Nuit des rois, production dirigée par son père au Royal National Theatre.

### Cinéma
En 2006, elle commence une carrière au cinéma dans l'adaptation du roman de David Nicholls Starter for Ten. Elle enchaîne dans le film de Christopher Nolan Le Prestige, où elle obtient un premier rôle important. Ce n'est qu'en 2008 qu'elle se fait véritablement connaître du grand public grâce au film Vicky Cristina Barcelona, de Woody Allen, dans lequel elle joue l'un des deux rôles titres, celui d'une touriste américaine troublée par un peintre espagnol (Javier Bardem). Sa performance est saluée par les critiques et lui vaut d'être nommée au Golden Globe de la meilleure actrice dans un film musical ou une comédie.

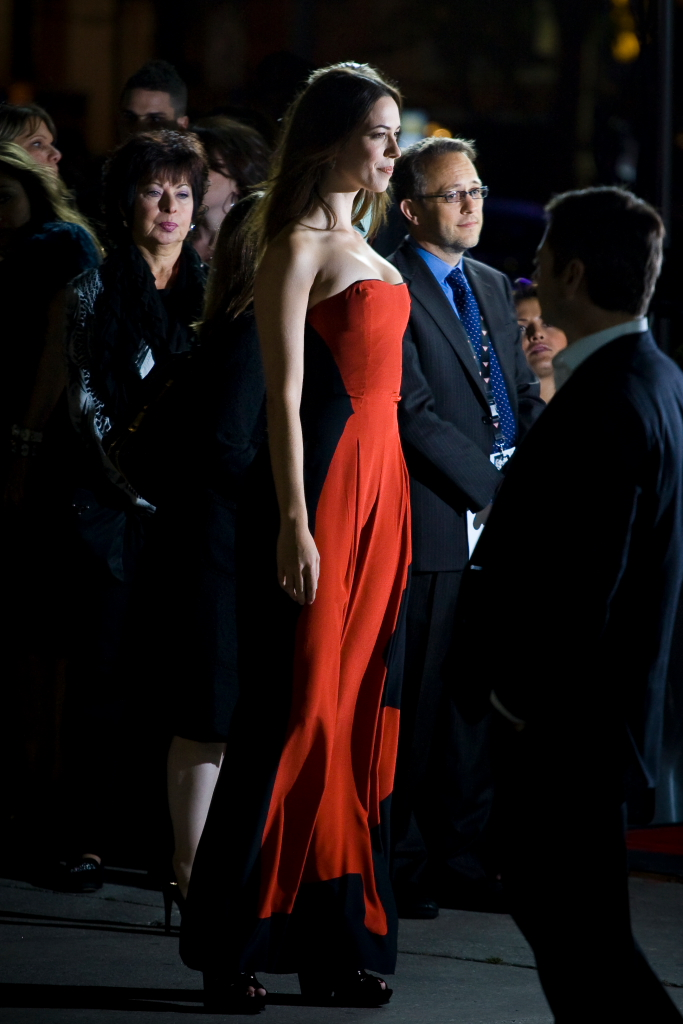
À la première de The Town, au Toronto International Film Festival 2010.

La même année, on peut la voir dans le film de Ron Howard Frost/Nixon où elle joue le rôle de la petite amie de David Frost. En 2010, elle est à l'affiche de deux films : la comédie dramatique La Beauté du geste, au côté de Catherine Keener, Oliver Platt et Amanda Peet, suivi du thriller The Town, dans lequel elle incarne une directrice de banque traumatisée par un braquage et qui tombe sous le charme d'un homme (incarné par Ben Affleck), sans savoir qu'il est l'un des braqueurs.
En 2017, elle fait partie du jury de la Mostra de Venise 2017, présidé par la comédienne américaine Annette Bening.

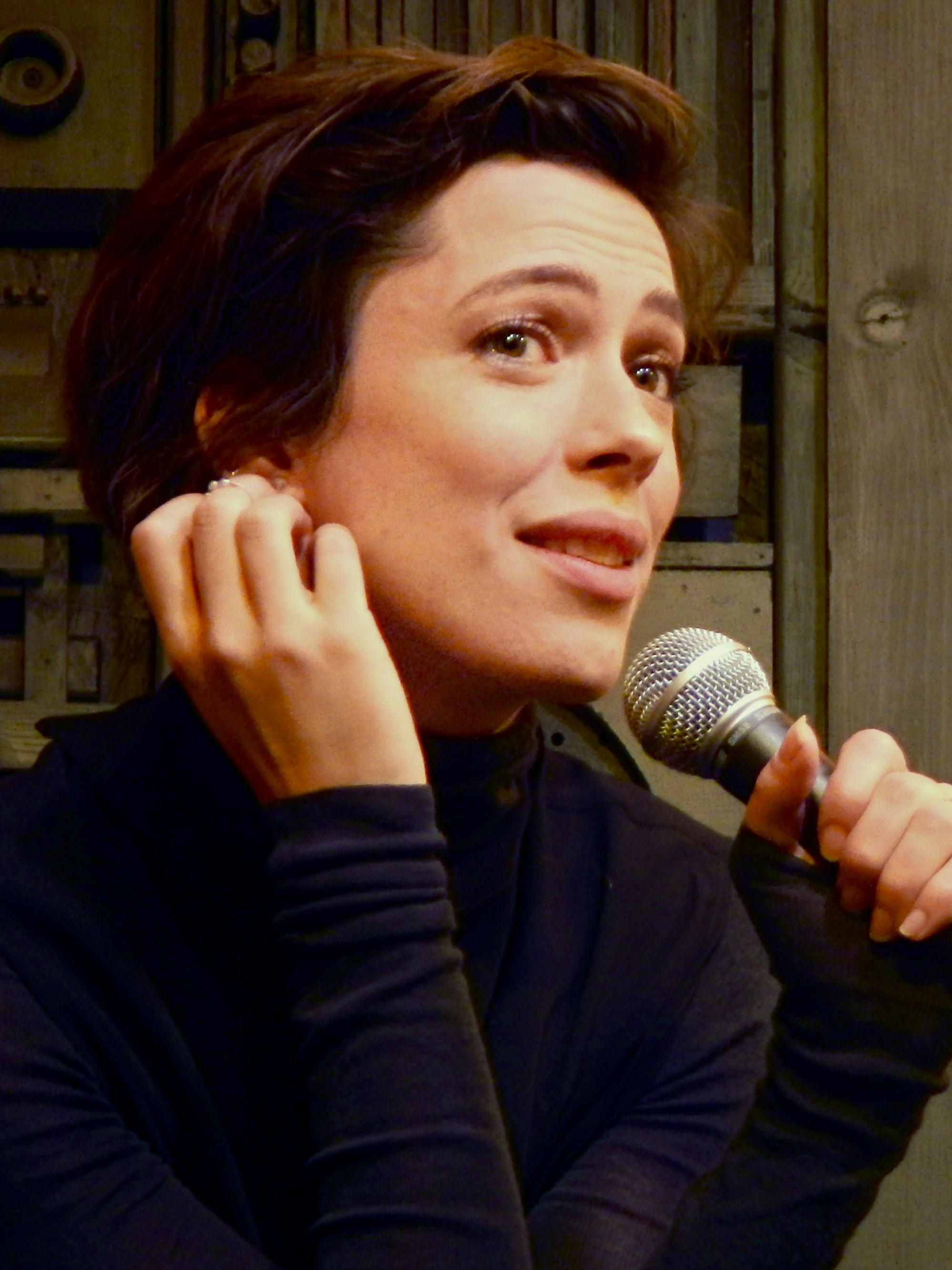
L'actrice au Festival du film de Sundance 2016.

En 2021, elle fait ses débuts en tant que réalisatrice en réalisant le thriller dramatique Clair-obscur (Passing) avec Ruth Negga et Tessa Thompson dans les rôles principaux.
En 2022, elle fait partie du jury du Festival de Cannes, présidé par l'acteur français Vincent Lindon.

## Filmographie

### Cinéma
- 2006 : Le Prestige (The Prestige) de Christopher Nolan : Sarah Borden
- 2006 : Starter for 10 de Tom Vaughan : Rebecca Epstein
- 2008 : Vicky Cristina Barcelona de Woody Allen : Vicky
- 2008 : Frost/Nixon, l'heure de vérité (Frost/Nixon) de Ron Howard : Caroline Cushing
- 2009 : Le Portrait de Dorian Gray d'Oliver Parker : Emily Wotton
- 2010 : The Town de Ben Affleck : Claire Keesey
- 2010 : Everything Must Go de Dan Rush : Samantha
- 2010 : La Maison des ombres (The Awakening) de Nick Murphy : Florence Cathcart
- 2010 : La Beauté du geste (Please Give) de Nicole Holofcener : Rebecca
- 2012 : Lady Vegas : Les Mémoires d'une joueuse (Lay the Favorite) de Stephen Frears : Beth Raymer
- 2013 : Iron Man 3 de Shane Black : Dr Maya Hansen
- 2013 : Closed Circuit de John Crowley : Claudia Simmons-Howe
- 2013 : Une promesse (A Promise) de Patrice Leconte : Charlotte "Lotte" Hoffmeister
- 2014 : Transcendance de Wally Pfister : Evelyn
- 2015 : The Gift de Joel Edgerton : Robyn
- 2015 : Après l'hiver (Tumbledown) de Sean Mewshaw : Hannah
- 2016 : Le Bon Gros Géant (The BFG) de Steven Spielberg : Mary
- 2016 : Christine d'Antonio Campos : Christine Chubbuck
- 2017 : The Dinner d'Oren Moverman : Katelyn
- 2017 : My Wonder Women (Professor Marston and The Wonder Women) d'Angela Robinson : Elizabeth Holloway Marston
- 2017 : Permission de Brian Crano : Anna
- 2018 : Holmes & Watson d'Etan Cohen : Grace Hart
- 2018 : Teen Spirit de Max Minghella : Jules
- 2019 : Un jour de pluie à New York (A Rainy Day in New York) de Woody Allen : Connie
- 2020 : La Proie d'une ombre (The Night House) de David Bruckner : Beth
- 2021 : Godzilla vs Kong d'Adam Wingard : Ilene Andrews
- 2022 : The Listener de Steve Buscemi : Laura (voix)
- 2022 : Resurrection d'Andrew Semans : Margaret Walsh
- 2024 : Godzilla x Kong: The New Empire d'Adam Wingard : Ilene Andrews
- 2025 : Ella McCay de James L. Brooks

#### Courts métrages
- 2007 : Rubberheart de Brian Crano : Maggie
- 2008 : Official Selection de Brian Crano : Emily Dickinson
- 2014 : Ruminate de Claire Leona Apps : Gemma

### Télévision

#### Séries télévisées
- 1992 : The Camomile Lawn : Sophy
- 1993 : The World of Peter Rabbit and Friends (en) : Lucy (voix)
- 2013 : Parade's End : Sylvia Tietjens
- 2016 : Horace and Pete : Rachel
- 2020 : Tales from the Loop : Loretta
- 2025 : The Studio : Sarah

#### Téléfilms
- 1993 : Don't Leave Me This Way de Stuart Orme : Lizzie Neil
- 2006 : Wide Sargasso Sea (en) de Brendan Maher : Antoinette Cosway
- 2007 : Joe's Palace (en) de Stephen Poliakoff : Tina
- 2008 : Einstein et Eddington de Philip Martin : Winnie Eddington
- 2009 : The Red Riding Trilogy : 1974 (Red Riding : In the Year of Our Lord 1974) de Julian Jarrold : Paula Garland

### Réalisatrice
- 2021 : Clair-obscur (Passing)

### Scénariste
- 2021 : Clair-obscur (Passing) d'elle-même

### Productrice
- 2017 : Permission de Brian Crano
- 2021 : Clair-obscur (Passing) d'elle-même

## Distinctions

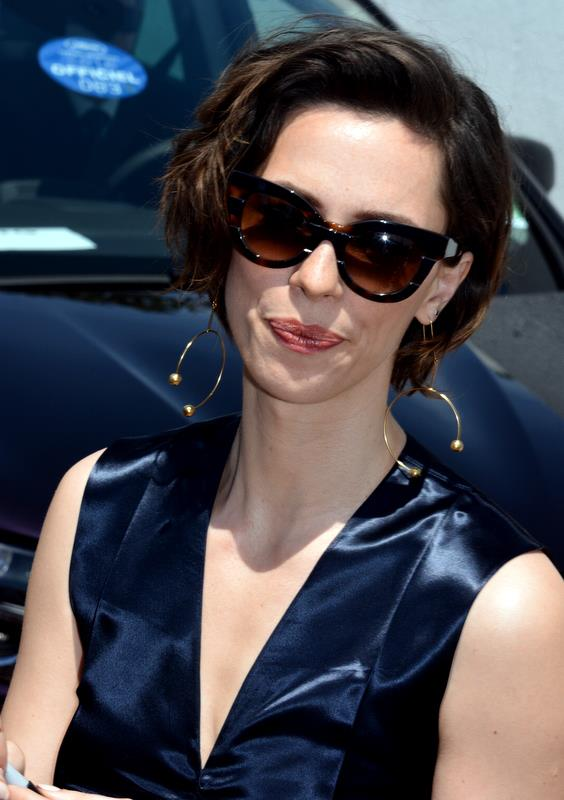
Rebecca Hall au Festival de Cannes 2016.

### Récompenses
- Gotham Awards 2008 : meilleure distribution pour Vicky Cristina Barcelona
- British Academy Television Awards 2010 : meilleure actrice dans un second rôle pour The Red Riding Trilogy 1974

### Nominations
- Alliance of Women Film Journalists 2008 : meilleur espoir féminin pour Vicky Cristina Barcelona
- Golden Globes 2009 : meilleure actrice dans un film musical ou une comédie pour Vicky Cristina Barcelona
- British Academy Television Awards 2009 : meilleur espoir
- Critics' Choice Movie Awards 2011 : meilleure distribution pour The Town
- British Independent Film Awards 2011 : meilleure actrice pour La Maison des ombres
- British Academy Television Awards 2013 : meilleure actrice pour Parade's End
- British Academy Film Awards 2022 : Meilleur nouveau scénariste, réalisateur ou producteur britannique, Meilleur film britannique pour Clair-obscur
- Directors Guild of America Awards 2022 : meilleure réalisation pour Clair-obscur

## Voix francophones
En France, Élisabeth Ventura est la voix française régulière de Rebecca Hall, qu'elle double notamment dans  Le Prestige, Vicky Cristina Barcelona, The Town, Frost/Nixon, Transcendance ou encore Tales from the Loop. 
L'actrice est également doublée par Chantal Baroin dans Starter for 10, Natacha Muller dans The Red Riding Trilogy : 1974, Marjorie Frantz dans La Maison des ombres, Anna Sigalevitch dans Lady Vegas : Les Mémoires d'une joueuse, Margot Faure dans Parade's End, Marie Zidi dans Iron Man 3,  Julie Gayet dans Une promesse ainsi que par Audrey Sourdive dans  Un jour de pluie à New York et  Godzilla vs Kong. 
En version québécoise, Rebecca Hall est doublée par Mélanie Laberge dans Finies les parades, Le Cadeau, Le Bon Gros Géant, Holmes & Watson et Godzilla vs Kong, par Pascale Montreuil dans Question à 10, Le Portrait de Dorian Gray, Iron Man 3 et  Transcendance, par Michèle Lituac dans Le Prestige et  par Pascale Montpetit dans Frost/Nixon.